# Szofi Özbas
Szofi Özbas, née le 19 octobre 2001 à Szolnok, est une judokate hongroise.

## Palmarès

### Compétitions internationales
| Année | Compétition                    | Lieu         | Résultat | Catégorie      |
| ----- | ------------------------------ | ------------ | -------- | -------------- |
| 2018  | Jeux olympiques de la jeunesse | Buenos Aires | 1re      | Moins de 63 kg |
| 2022  | Championnats d'Europe          | Sofia        | 3e       | Moins de 63 kg |
| 2023  | Championnats du monde          | Doha         | 3e       | Moins de 63 kg |
| 2025  | Championnats d'Europe          | Podgorica    | 1re      | Moins de 70 kg |

### Masters mondial, Tournois Grand Chelem et Grand Prix
| Année | Compétition  | Lieu        | Résultat | Catégorie      |
| ----- | ------------ | ----------- | -------- | -------------- |
| 2020  | Grand Chelem | Budapest    | 3e       | Moins de 63 kg |
| 2022  | Grand Chelem | Tel Aviv    | 3e       | Moins de 63 kg |
| 2022  | Grand Chelem | Antalya     | 2e       | Moins de 63 kg |
| 2023  | Grand Chelem | Tachkent    | 3e       | Moins de 63 kg |
| 2023  | Grand Chelem | Oulan-Bator | 2e       | Moins de 63 kg |
| 2023  | Grand Chelem | Bakou       | 2e       | Moins de 63 kg |
| 2024  | Grand Prix   | Odivelas    | 3e       | Moins de 63 kg |
| 2024  | Grand Chelem | Bakou       | 3e       | Moins de 63 kg |
| 2025  | Grand Chelem | Bakou       | 1re      | Moins de 70 kg |
| 2025  | Grand Chelem | Tbilissi    | 1re      | Moins de 70 kg |